# Meshari Suroor Saad
Meshari Suroor Saad (né le 2 juillet 1987) est un athlète koweïtien, spécialiste du lancer de poids.

## Carrière
Son record est de 19,37 m obtenu à Doha en mai 2013 pour remporter la médaille d'or aux Championnats arabes.

## Palmarès
| Date | Compétition                   | Lieu        | Résultat | Temps   |
| ---- | ----------------------------- | ----------- | -------- | ------- |
| 2005 | Jeux asiatiques en salle      | Bangkok     | 5e       | 17,21 m |
| 2005 | Championnats d'Asie           | Incheon     | 11e      | 16,79 m |
| 2005 | Championnats panarabes        | Tunis       | 5e       | 17,20 m |
| 2006 | Championnats du monde juniors | Pékin       | 5e       | 19,79 m |
| 2006 | Championnats d'Asie en salle  | Pattaya     | 2e       | 17,26 m |
| 2006 | Jeux asiatiques               | Doha        | 10e      | 17,22 m |
| 2007 | Championnats panarabes        | Amman       | 4e       | 16,95 m |
| 2007 | Championnats d'Asie           | Amman       | 7e       | 17,29 m |
| 2007 | Jeux asiatiques en salle      | Macao       | 5e       | 17,29 m |
| 2008 | Championnats d'Asie en salle  | Doha        | 6e       | 17,61 m |
| 2009 | Championnats panarabes        | Damas       | 2e       | 18,81 m |
| 2009 | Championnats d'Asie           | Canton      | 7e       | 18,51 m |
| 2009 | Jeux asiatiques en salle      | Hanoï       | 4e       | 18,43 m |
| 2010 | Championnats d'Asie en salle  | Téhéran     | 2e       | 18,78 m |
| 2011 | Championnats panarabes        | Al-Aïn      | 1er      | 19,15 m |
| 2013 | Championnats panarabes        | Doha        | 1er      | 19,37 m |
| 2014 | Championnats d'Asie en salle  | Hangzhou    | 4e       | 18,26 m |
| 2014 | Jeux asiatiques               | Incheon     | 6e       | 18,64 m |
| 2017 | Championnats d'Asie           | Bhubaneswar | finale   | NM      |
| 2018 | Championnats d'Asie en salle  | Téhéran     | finale   | NM      |
| 2019 | Championnats panarabes        | Le Caire    | 3e       | 19,08 m |
| 2019 | Championnats d'Asie           | Doha        | 7e       | 18,62 m |

## Records
| Épreuve         | Temps        | Lieu         | Date              |
| --------------- | ------------ | ------------ | ----------------- |
| Lancer du poids | 19,54 m (NR) | Kuala Lumpur | 30 septembre 2016 |